# فرناندو ألفيس
فرناندو ألفيس (بالإسبانية: Fernando Alves)‏ (26 نوفمبر 1984 بمونتفيدو في الأوروغواي - ) هو لاعب كرة قدم أوروغواني في مركز الوسط. لعب مع نادي رينتيستاس وReal Estelí FC ‏ ونادي سيرو.

## وصلات خارجية
- فرناندو ألفيس على موقع قاعدة بيانات كرة القدم.إي يو (الإنجليزية)